# Enschede Kennispark vasútállomás
Enschede Kennispark vasútállomás vasútállomás Hollandiában, Enschede városában.

## Vasútvonalak
Az állomást az alábbi vasútvonalak érintik:
- Zutphen–Glanerbeek-vasútvonal

## Kapcsolódó állomások
A vasútállomáshoz az alábbi állomások vannak a legközelebb:
- Hengelo vasútállomás
- Enschede vasútállomás